# São José dos Quatro Marcos
São José dos Quatro Marcos là một đô thị thuộc bang Mato Grosso, Brasil. Đô thị này có diện tích 1280,846 km², dân số năm 2007 là 18934 người, mật độ 14,78 người/km².